# Campanula gentilis
Campanula gentilis är en klockväxtart som beskrevs av Miloslav Kovanda. Campanula gentilis ingår i släktet blåklockor, och familjen klockväxter. Inga underarter finns listade i Catalogue of Life.

## Bildgalleri

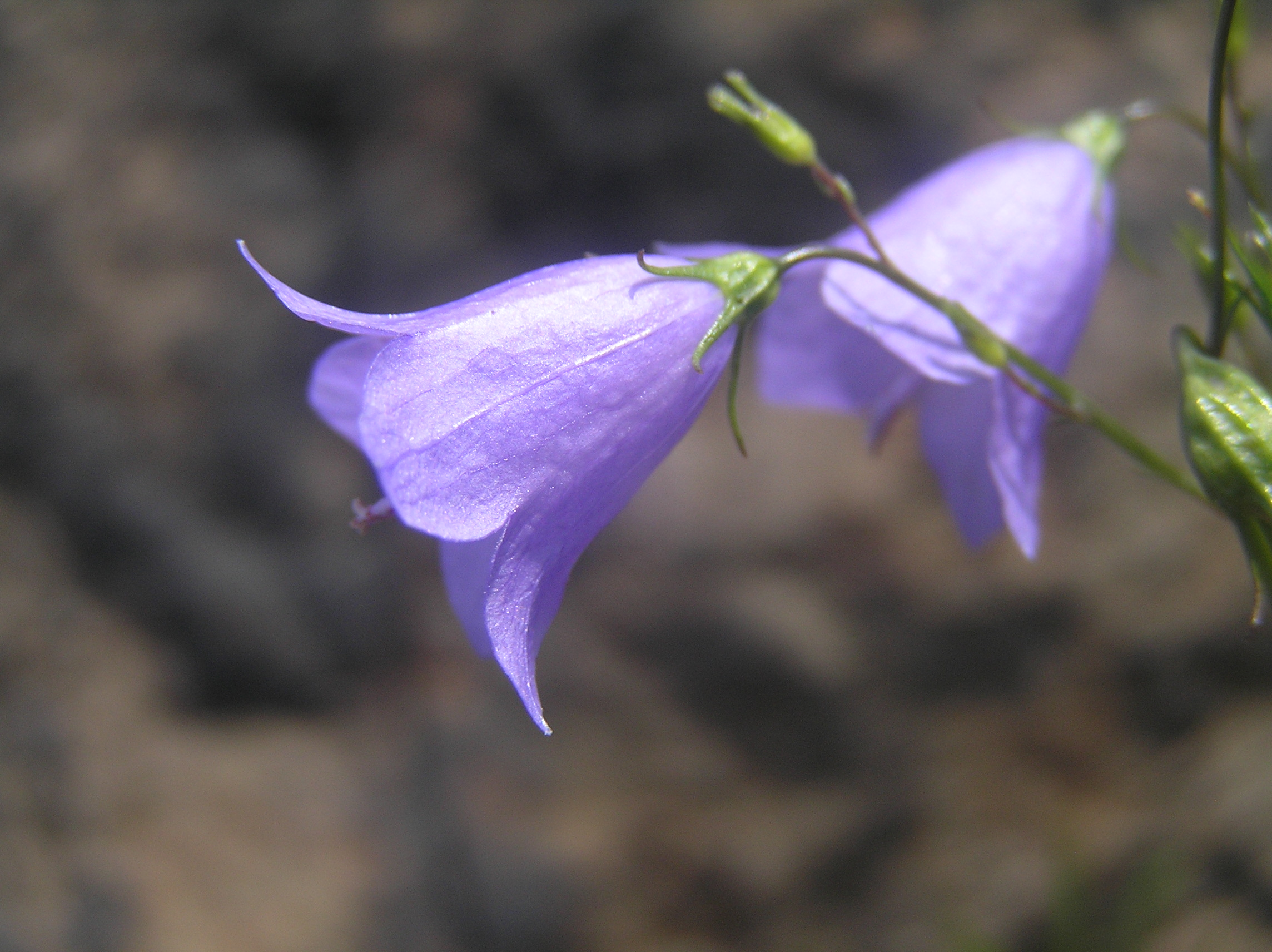